# 自殺関与・同意殺人罪
自殺関与・同意殺人罪（じさつかんよ・どういさつじんざい）とは、刑法第202条に規定されている罪の総称である。個別には、人をそそのかして自殺させる自殺教唆罪、自殺の幇助をしたことによる自殺幇助罪、被殺害人の承諾・嘱託を受けてその人を殺害する嘱託殺人罪、承諾殺人罪（同意殺人罪）を言う。
殺人罪の減刑類型であり、法定刑は全て、6ヶ月以上7年以下の懲役又は禁錮であり、被害者が死を望まない通常の殺人罪よりも問われる罪は軽い。罪の未遂でも罰せられる（刑法第203条）。

## 自殺関与と同意殺人の区別
行為者が直接手を下したかどうかで区別される。自殺を決心している人に毒薬を提供するのは自殺関与で、本人の依頼を受けて毒薬を飲ませるのは同意殺人となる。判断が困難なケースもあるが、いずれにせよ同一構成要件内の犯罪なのでその区別はさほど重要ではない。

## 自殺関与
他者の自殺を教唆・幇助すると自殺関与となる。

### 自殺は不処罰であるのに自殺関与が処罰される根拠
自殺は、未遂も含めて処罰されないのにもかかわらず、自殺関与が処罰されるのは何故か、という疑問に対しては、以下のように説明される。
まず、自殺が処罰されない理由として、「自殺は違法な行為であるが、刑法の責任主義の観点から、責任が阻却されるため処罰されない」とする立場と、「自殺は違法ではない、違法性が阻却されるため処罰されない」とする立場がある。
前者の立場は、自殺という違法な行為に関与した者をその共犯として捉え、処罰できると説明される。
一方、後者の立場は、共犯云々とは関係なく、本人には自己の生命を処理する自由があり、生命のあり方を決める事ができるのは本人だけだと考え、他人の意思決定に影響を及ぼし生命を侵害する行為自体が違法となる為、処罰できると説明される。

### 自殺教唆罪
自殺の決意を抱かせて、人を自殺させた場合に自殺教唆罪となる。この決意は相手の自由な意思決定による必要があり、暴行や脅迫などでの強要による場合には、その決意は自由な意思決定とは言えず殺人となる。
また、意思能力がなく、自殺の意味を理解していない相手に方法を教えて自殺させた場合にも、その決意は自由な意思決定とは言えず殺人となる。

### 自殺幇助罪
自殺を決心している人に、自殺を容易にする援助を行うと自殺幇助罪となる。

## 同意殺人
被害者が自己の死に対して真摯な同意を与えている場合に、その人を殺害すると同意殺人となる。相手が真摯な同意を与えている必要があり、強要によるものについては真摯な同意とは言えず通常の殺人となる。
殺人罪よりも同意殺人の方が刑が軽い根拠は、被害者の同意がある事から、違法性の程度が低いため、殺人罪よりも刑が軽いと説明される。（違法性減少事由）
- 嘱託殺人罪：被害者の積極的な依頼を受けてその人を殺した場合に嘱託殺人罪となる。
- 承諾殺人罪（同意殺人罪）：行為者が被害者に対し殺害の申し込みをしたところ、被害者がこれに同意・承諾した事を受けて殺害した場合に承諾殺人罪（同意殺人罪）となる。

## 錯誤の問題
被害者が自殺を決心する過程や、殺害に対して同意を与える決心をする過程で錯誤があった場合にどのように扱うかが問題となる。
心中を持ちかけ、後から追死すると騙して自殺させた場合について、自殺の決意は「真意に添わない重大な瑕疵ある意思」であり、自殺者の自由な意思決定に基づくものではないとして、殺人罪の成立を認めた判例がある（最判昭和33年11月21日刑集12巻15号3519頁）。
この判例は、追死するという事が本質的に重大な事実であり、それに対する錯誤があるので自殺の決意は真意に基づくものではないと述べるが、学説の中には死という結果それ自体に対しては錯誤がないから、重大な瑕疵があるとは言えず、自殺教唆罪が成立すると述べるものもある。
座間9人殺害事件では、弁護人は被害者は自殺願望があるとして同意殺人罪の成立を主張したが、裁判所は「『死にたい』という発言は殺害の同意には当たらない」として強盗殺人罪などの成立を認め死刑判決を下している。

## 着手時期
同意殺人罪の着手時期については、殺人罪と同じ。自殺関与罪については、自殺の実行行為開始時であるという説と、自殺を教唆・幇助した時であるという説がある。両者の違いは、自殺関与が処罰される根拠の違いとリンクしている。
自殺関与を共犯と理解するなら、通説的見解である共犯従属性説により、正犯が実行に着手しないと共犯も成立しないため、自殺関与罪の着手時期は自殺の実行開始時と説明できる。一方、自殺関与を独立した犯罪と理解するなら、その犯罪行為の実行時、即ち自殺を教唆・幇助した時と説明できる。
両説の違いは、自殺を教唆・幇助された人が、決心したが実行しなかった時に生ずる。前者なら犯罪不成立だが、後者なら自殺教唆・幇助の未遂罪が成立する。